# Hosti non solum dandam esse viam ad fugiendum, sed etiam muniendam
La locuzione latina Hosti non solum dandam esse viam ad fugiendum, sed etiam muniendam, tradotta letteralmente, significa: Al nemico non solo bisogna concedere una via di fuga, ma anche rendergliela sicura (Frontino, Strategemata, liber IV, De variis consiliis).
Frontino assegna la paternità della locuzione a Scipione l'Africano. La frase latina ricorda il nostro adagio "A nemico che fugge ponti d'oro".

Il nemico, quando scopre che Una salus victis, nullam sperare salutem, e cioè che non ha più nulla da perdere se non la propria vita, si rivolta col coraggio della disperazione contro l'inseguitore.